# Governança ambiental, social e corporativa
A governança ambiental, social e corporativa (do inglês Environmental, social, and corporate governance – ESG) é uma abordagem que avalia como uma corporação incorpora no seu processo de tomada de decisão aspectos Sociais, Ambientais e de Governança. ESG é focado em reduzir riscos, ações e práticas específicas e mensuráveis, ligado às práticas internas, o que se relaciona (mas não é a mesma coisa) com a Sustentabilidade Empresarial, mais focada em oportunidades amplas para a sociedade, ações mais amplas e com alcance a longo prazo, ligada às práticas e relações externas.
Um exemplo de ESG na prática empresarial, é a recente incorporação da necessidade da inclusão de informações não financeiras relacionadas a sustentabilidade nas demonstrações contábeis, nas novas normativas do IFRS (IFRS S1 e IFRS S2).
Uma variedade de organizações governamentais e instituições financeiras desenvolveram maneiras de medir até que ponto uma corporação  está alinhada com as metas ESG, existindo, inclusive, softwares empresariais focados nesse tipo de atividade  . 
Diversas organizações internacionais também suportam o mercado com o estabelecimento de métricas padrão ligadas à sustentabilidade, como o GRI, SASB, CDP e GHG Protocol. O movimento global - a nível de nações - mais proeminente nesse sentido é a adoção dos Objetivos de Desenvolvimento Sustentável (ODS) pelas Nações Unidas de 2015.
O termo ESG foi popularmente usado pela primeira vez em um relatório de 2004 intitulado “Who Cares Wins” (“Quem se importa, ganha”, em tradução literal), que foi uma iniciativa conjunta de instituição financeiras, a convite da ONU.

## Agência de classificação ESG
A classificação ESG baseia-se no seguinte:
1. Coleta de informações (demonstrações financeiras, relatórios de RSC, entrevistas, questionários)
2. Avaliação de informações
3. Verificação de dados de saída

A classificação de sustentabilidade geralmente é confiada a centros de pesquisa especializados na coleta e processamento de informações e dados sobre o comportamento ESG das empresas.

## Efeitos no desempenho da empresa
O desempenho financeiro de uma empresa representa a sua saúde financeira geral, ou seja, é utilizado para verificar a viabilidade da empresa e o seu potencial de crescimento. Um estudo de 2024 realizado por Susen e Etter demonstra que níveis mais altos de desempenho ESG (denominado ESG Tilt) e mudanças no desempenho ESG ao longo do tempo (ESG Momentum) estão positivamente correlacionados com um aumento na satisfação dos funcionários em empresas do S&P 500, mediado por percepções de justiça organizacional e expectativas de recompensas futuras. Estes fatores intangíveis são considerados os elos perdidos entre o desempenho ESG observado e os resultados financeiros de uma empresa.
Outros estudos demonstraram que a integração de critérios ESG nos produtos tem um efeito no desempenho da empresa. Segundo um estudo de 2015 de Friede, Busch e Bassen, existe uma ligação positiva, demonstrada em 90% dos casos, entre o desempenho ESG e o desempenho financeiro. Esta ligação positiva pode ser explicada pela redução da exposição ao risco. A integração de critérios ESG mitiga riscos potenciais relacionados com o ESG. Por exemplo, cumprir com as normas ambientais evita certas sanções que poderiam afetar o aspecto financeiro. Outro estudo aponta na mesma direção, afirmando que a publicação de relatórios de sustentabilidade melhora o desempenho financeiro, e a reputação, e conduz à criação de uma vantagem competitiva significativa para a empresa. Além disso, esta divulgação está positivamente associada com o retorno sobre o capital.
As empresas que adotam critérios ESG tendem a gerar maiores benefícios, pois os investidores estão mais orientados para produtos mais ecológicos e sustentáveis. Estes investidores agora têm mais em conta estas directrizes nas suas decisões de investimento. Em outras palavras, o objetivo de integrar uma política ESG é ter um efeito positivo no desempenho financeiro para cobrir os custos que gera.
Apesar da correlação positiva entre a inclusão de critérios ESG e o desempenho financeiro, isto não implica que o objetivo principal das empresas seja tornar-se social e ambientalmente responsáveis. Segundo Milton Friedman (1962), "o objetivo principal de uma empresa é aumentar a riqueza dos seus acionistas". Além disso, o aumento do ESG é uma boa oportunidade para muitos investidores corporativos ganharem dinheiro. Ainda não existem critérios universais para avaliar se um fundo é ESG ou não. Os investidores confiam nas classificações para fazer os seus investimentos, mas estas classificações nem sempre refletem uma imagem completa do desempenho ESG, pois baseiam-se em dados incompletos fornecidos pela própria empresa. Um bom desempenho ESG atrai e retém investidores. Finalmente, embora muitos estudos mostrem uma relação positiva entre um bom desempenho ESG e o desempenho financeiro, outros estudos demonstram que é difícil quantificar o efeito financeiro real de uma melhoria no desempenho social de uma empresa.
Atribuir um valor monetário preciso aos temas ESG resulta complexo, senão árduo. Os modelos quantitativos e as classificações ESG estabelecidas nem sempre capturam adequadamente esses valores, o que dificulta a sua integração nas decisões de investimento baseadas em dados financeiros a curto prazo.
Inicialmente, os estudos centraram-se no efeito da RSE sobre o desempenho financeiro, utilizando modelos como o CAPM. Investigações anteriores, como as de Alexander e Buchholz em 1978, não encontraram nenhuma ligação significativa entre ações socialmente responsáveis e os retornos do mercado de ações. Estudos posteriores, como os de Cochran e Wood em 1984, Aupperle, Carroll e Hatfield em 1985, e Blackburn, Doran e Shrader em 1994, confirmaram esta falta de correlação entre o ESG e o desempenho financeiro das empresas, apesar das diferentes abordagens metodológicas.
Mesmo quando os estudos tentaram medir especificamente o desempenho em relação à RSE, como o de Aupperle, Carroll e Hatfield em 1985, utilizando medidas de rentabilidade ajustadas ao risco, chegaram a conclusões semelhantes: a ausência de uma relação significativa entre a RSE e a rentabilidade empresarial.

## Relação entre ESG e avaliação corporativa
Vários estudos têm questionado a ideia de que um maior investimento em critérios ESG sempre contribui para o valor corporativo. Alguns pesquisadores sugerem que um investimento excessivo ou um controlo excessivo em iniciativas ESG pode não só ser ineficaz, mas também gerar efeitos contraproducentes para a avaliação da empresa. Em certos casos, o sobre-investimento em ESG por parte das empresas ou o controlo excessivo por parte dos investidores pode limitar os benefícios esperados.
Neste contexto, a pesquisa sugere que a relação entre os resultados ESG e a avaliação das empresas pode ser não-linear e apresentar características polinômicas, como padrões em forma de U invertida. Isso sugere a existência de um nível ótimo de investimento ESG onde os benefícios para a avaliação corporativa são maximizados, além do qual podem surgir retornos decrescentes ou até efeitos adversos.

## Investimento responsável
Os três domínios social, ambiental e de governança corporativa estão intimamente ligados ao conceito de investimento responsável. Os investimentos responsáveis começaram como uma área de investimento de nicho, atendendo às necessidades daqueles que desejavam investir, mas queriam fazê-lo dentro de parâmetros eticamente definidos.

### Princípios para o investimento responsável
A Iniciativa de Princípios para o Investimento Responsável foi estabelecida em 2005 pela Iniciativa Financeira do Programa das Nações Unidas para o Meio Ambiente e pelo Pacto Global das Nações Unidas como um quadro para melhorar a análise das questões ESG no processo de investimento e para ajudar as empresas no exercício da propriedade responsável.

### Princípios do Equador
Os Princípios do Equador são uma estrutura de gestão de riscos, adotada pelas instituições financeiras, para determinar, avaliar e gerir o risco ambiental e social no financiamento de projetos. Seu objetivo principal é fornecer um padrão mínimo de diligência para apoiar a tomada de decisões de risco responsável. Até outubro de 2019, 97 instituições financeiras em 37 países haviam adotado oficialmente os Princípios do Equador. As Instituições Financeiras de Princípios do Equador (IFPE) comprometem-se a não conceder empréstimos a projetos nos quais o mutuário não cumpra ou não possa cumprir com suas respetivas políticas e procedimentos sociais e ambientais.
Os Princípios do Equador, lançados formalmente em Washington, D.C., em 4 de junho de 2003, foram baseados em marcos de políticas ambientais e sociais existentes estabelecidos pela Corporação Financeira Internacional. Posteriormente, esses padrões foram periodicamente atualizados no que se conhece como os Padrões de Desempenho da Corporação Financeira Internacional sobre sustentabilidade social e ambiental e nas Diretrizes Ambientais, de Saúde e Segurança do Grupo do Banco Mundial.

## Divulgação e regulamentação
Nos primeiros dez anos do século XXI, assistiu-se ao crescimento do mercado de investimento definido pelo ESG. Não só a maioria dos grandes bancos do mundo tem departamentos e divisões dedicados exclusivamente ao investimento responsável, como também se multiplicam as boutiques especializadas no aconselhamento sobre investimentos ambientais, sociais e de gestão. Um dos principais aspectos da vertente ESG do mercado segurador que conduz a esta tendência para a proliferação é a natureza essencialmente subjectiva das informações com base nas quais podem ser feitas as escolhas de investimento. A falta de normas claras e de um acompanhamento transparente tem suscitado preocupações quanto ao facto de os reconhecimentos ESG servirem principalmente para fins de ecologização e outros objectivos de relações públicas das empresas, desviando a atenção de iniciativas mais substanciais para melhorar o ambiente e a sociedade.
Uma solução proposta para resolver a subjetividade inerente aos dados ESG consiste em estabelecer normas geralmente aceites para medir os factores ESG. Organizações como a ISO (International Organization for Standardization - Organização Internacional para a Normalização) fornecem normas exaustivamente investigadas e amplamente aceites para muitas das áreas abrangidas. Algumas empresas de consultoria de investimento, como a Probus-Sigma, criaram metodologias para calcular as notações de um índice de notação baseado em ESG, que se baseia tanto em normas ISO como em verificações externas.
Uma das principais áreas de preocupação quando se discute a credibilidade das divulgações ESG é o estabelecimento de classificações credíveis das empresas no que respeita ao desempenho ESG. Todos os mercados financeiros mundiais passaram a fornecer índices de notação em conformidade com as normas ESG, o índice Dow Jones de sustentabilidade, o índice FTSE4Good (que é propriedade conjunta da Bolsa de Valores de Londres e do Financial Times), os dados ESG da Bloomberg, os índices MSCI ESG e os índices de referência GRESB.